# Lubowitz

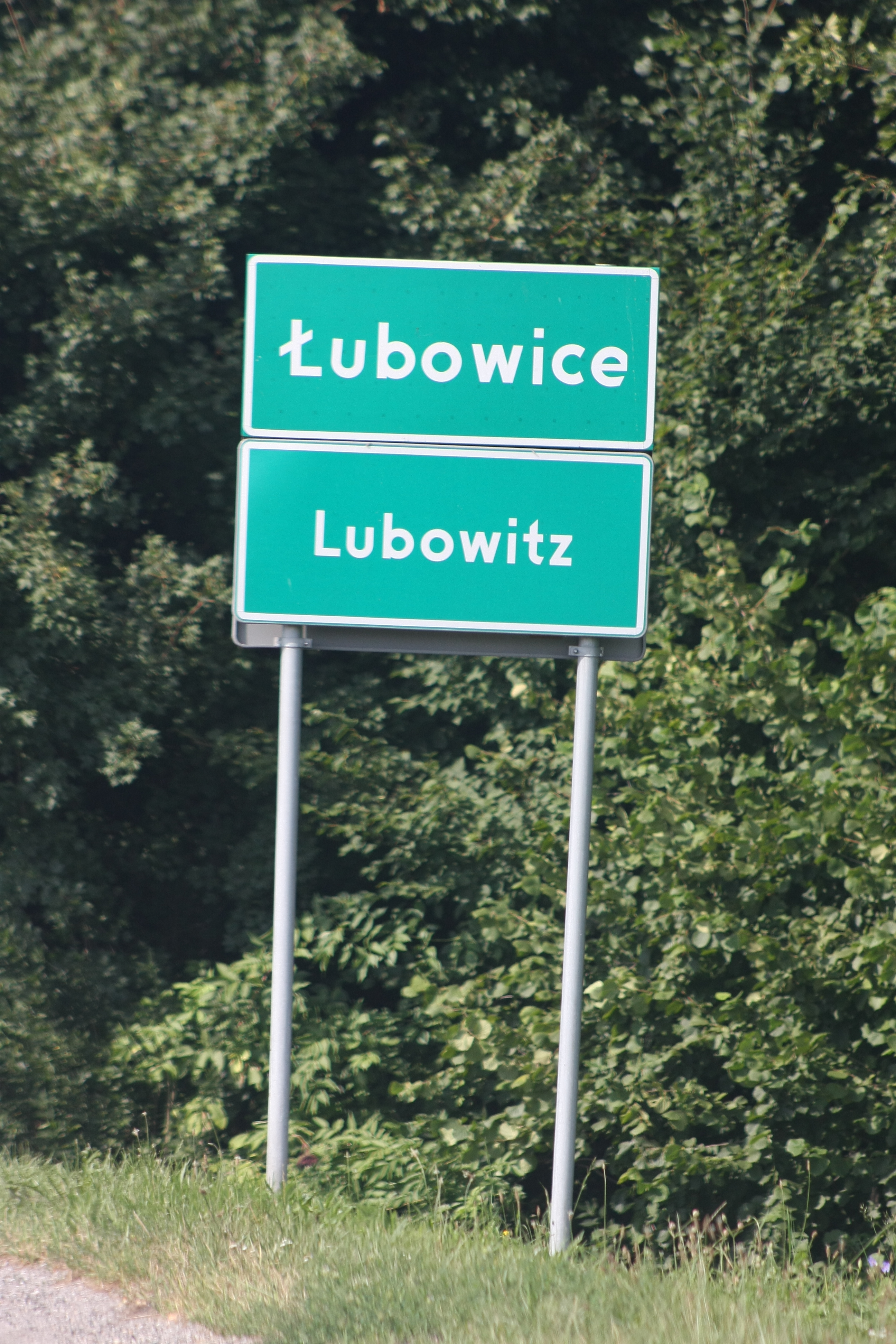
Zweisprachiges Ortsschild

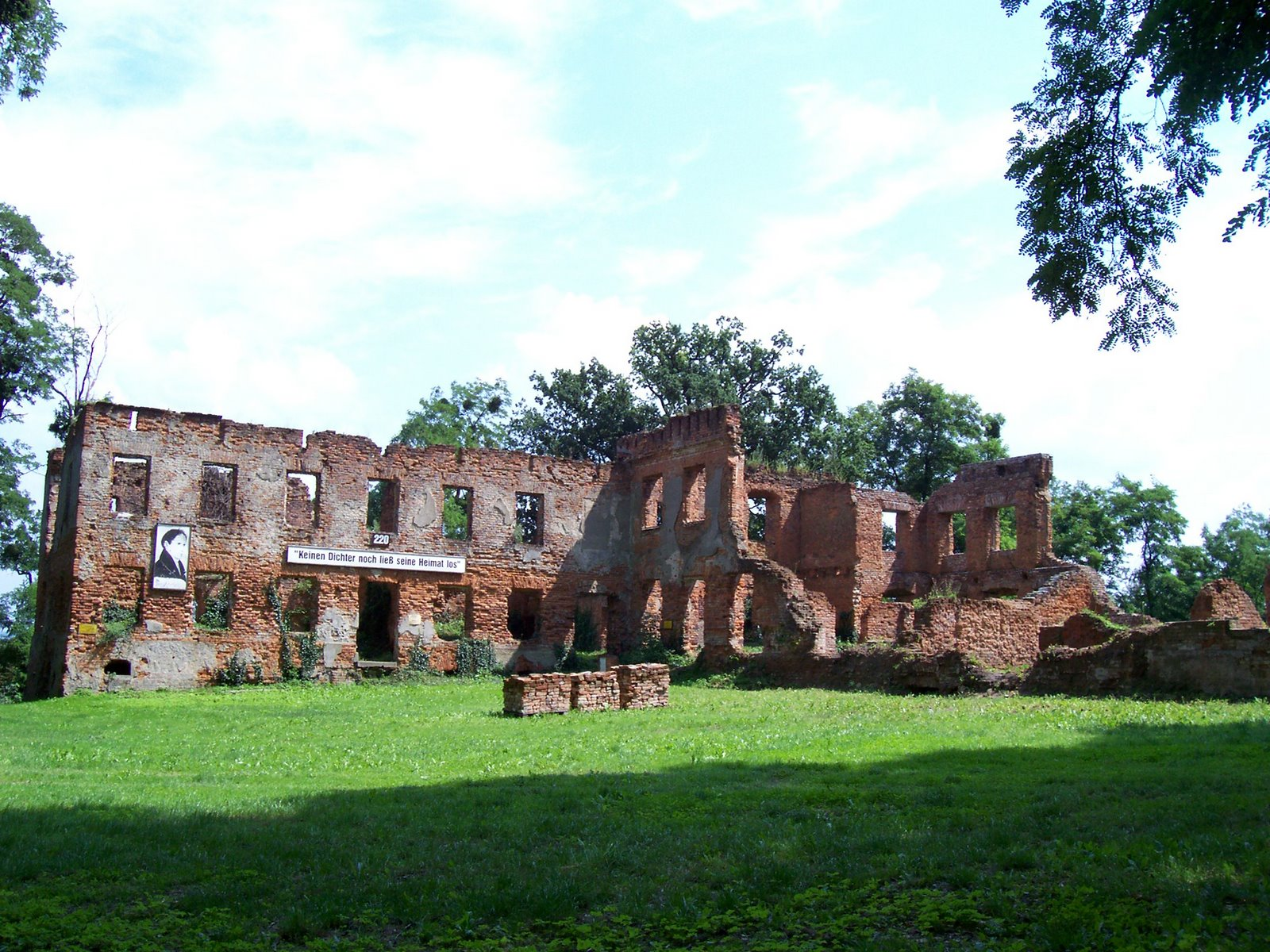
Schloss Lubowitz

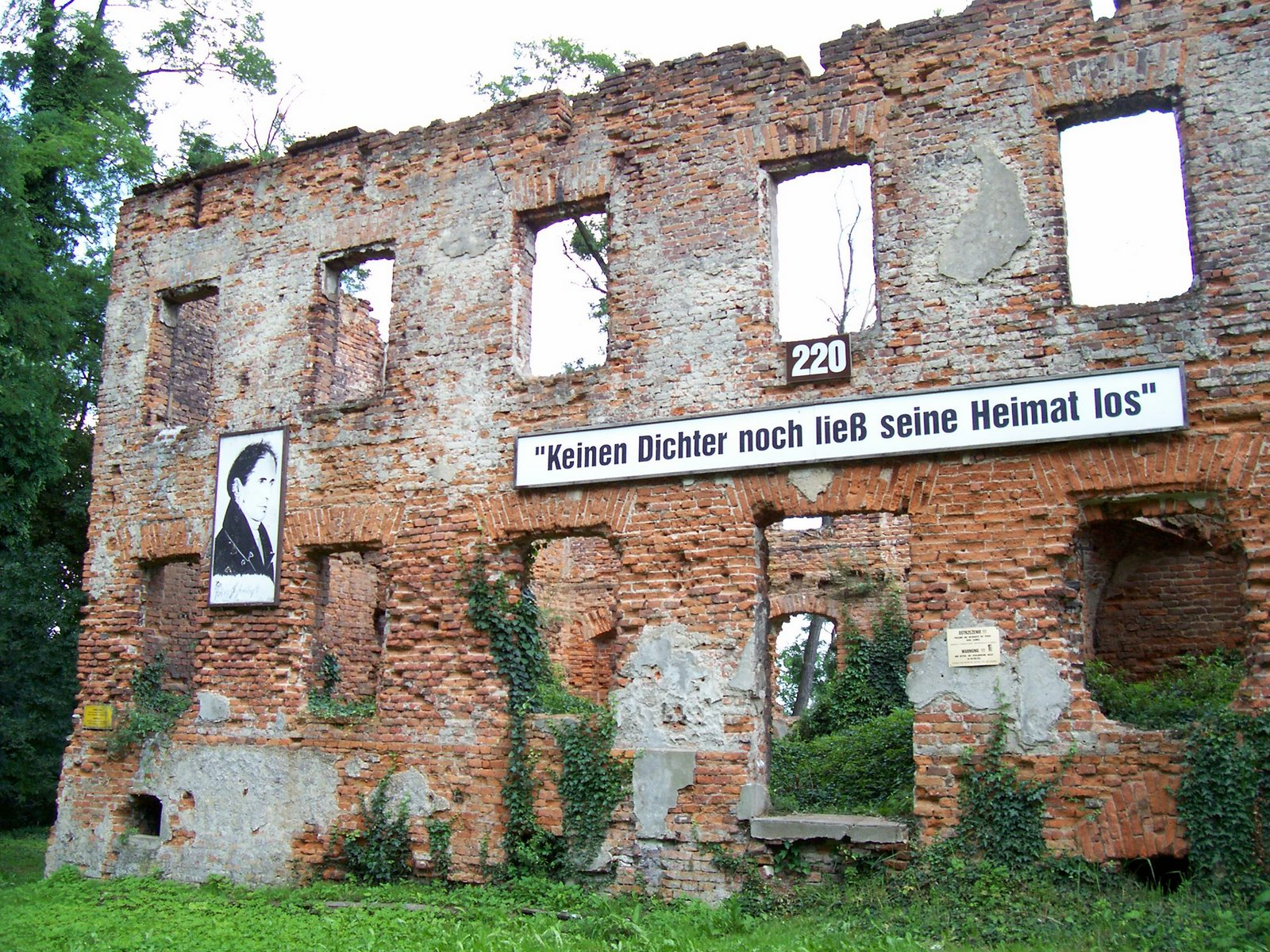
Schloss Lubowitz

Lubowitz, polnisch Łubowice ist ein Ort in der Landgemeinde Rudnik im Powiat Raciborski der Woiwodschaft Schlesien in Polen.
Lubowitz ist Geburtsort des deutschen Dichters Joseph von Eichendorff.

## Geografie
Lubowitz liegt an der Oder, sechs Kilometer nordöstlich von Rudnik, neun Kilometer von Racibórz (Ratibor) und 56 Kilometer westlich von Katowice (Kattowitz).
Nachbarorte von Lubowitz sind im Nordwesten Gacki (Gatzki), im Norden Grzegorzowice (Gregorsdorf) und im Süden Ligota Książęca (Herzoglich Ellguth).

## Geschichte
Lubowitz wurde erstmals 1376 erwähnt.
Bei der Volksabstimmung in Oberschlesien am 20. März 1921 stimmten 39 Wahlberechtigte für einen Verbleib bei Deutschland und 123 für Polen, im Gutsbezirk Lubowitz stimmten 41 Personen für Deutschland und 17 für Polen. Lubowitz verblieb beim Deutschen Reich. 1933 lebten im Ort 343 Einwohner. 1939 hatte der Ort 359 Einwohner. Bis 1945 befand sich der Ort im Landkreis Ratibor.
1945 kam der bisher deutsche Ort unter polnische Verwaltung und wurde in Łubowice umbenannt und der Woiwodschaft Schlesien angeschlossen. Von 1945 bis 1954 war Łubowice Sitz der Gemeinde Łubowice. 1950 kam der Ort zur Woiwodschaft Opole. 1975 kam der Ort zur Woiwodschaft Kattowitz. Mit der Wende wurde in dem Ort 1989 der Eichendorff-Verein gegründet. 1999 kam der Ort zum Powiat Raciborski und zur Woiwodschaft Schlesien. Am 12. Juli 2000 wurde das Oberschlesische Eichendorff-Kultur- und Begegnungszentrum eröffnet.
Seit dem 11. April 2008 führt Lubowitz zusätzlich zur bis dahin allein amtlichen polnischen Ortsbezeichnung Łubowice den deutschen Ortsnamen Lubowitz. Lubowitz ist damit der erste Ort in der Woiwodschaft Schlesien, der einen deutschen Ortsnamen führt. Die deutschsprachigen Ortsschilder wurden am 4. September 2008 um 13:00 Uhr in Anwesenheit des Woiwoden Zygmunt Łukaszczyk feierlich enthüllt.

## Sehenswürdigkeiten
- In Lubowitz befindet sich das Oberschlesische Eichendorff-Kultur- und Begegnungszentrum, an dessen Eröffnungsfeier am 12. Juli 2000 als Überraschungsgast der deutsche Entertainer Thomas Gottschalk teilnahm, der sich freimütig zu seinen schlesischen Wurzeln bekennt und dem Zentrum 50.000 DM spendete.[5][6]
- Im April 2005 wurde in Lubowitz ein Eichendorff-Gedenkmuseum eröffnet. Dort werden Gegenstände ausgestellt, die in den letzten Jahren in der Stadt entdeckt wurden.
- Ruine des Schlosses Lubowitz, Wohnsitz der Familie von Eichendorff
- Mariä Geburt, neogotische Kirche aus dem Jahr 1907

## Persönlichkeiten
- Joseph Freiherr von Eichendorff (1788–1857), Lyriker und Schriftsteller
- Wilhelm von Eichendorff (1786–1849), deutscher Jurist, österreichischer Staatsbeamter, Dichter.